# Проб
Марко Аурелије Проб (лат. Marcus Aurelius Probus; Сирмијум, 19. август 232 — Сирмијум, септембар/октобар 282.), познатији само као Проб, био је римски цар од 276. до 282. године.

## Биографија
Проб је рођен и одрастао на сеоском имању недалеко од Сирмијума, у Доњој Панонији, на тлу данашње Србије, као син једног римског војника. Имао је успешну каријеру у војсци. Побеђује Сармате, за шта га одликује Валеријан. Држи високе војне положаје у време Аурелијана. Био је заповедник војске у Египту када је Аурелијан убијен. Није се одмах експонирао, јер је у међувремену остарели Тацит преузео престо, као неко прелазно решење изабран од Сената. Када је цар Тацит 276. године био убијен, Проб је задобио команду над источним војскама царства. Проб улази у грађански рат са надмоћнијим Флоријаном и побеђује га. Исте године трупе су га извикале за цара и након смрти Флоријана, Проб је прихваћен за цара и од Сената. Од 277. до 282. године Проб је пет пута био конзул и водио је више ратова. Коначно, поразио је Алемане на горњем Дунаву, а 277. протерао је Франке преко Рајне. 278. прешао је реку Некар и ту је у Швабији поразио Алемане. 279. године Проб се окренуо Истоку Царства и поразио Исавријце, једно пљачкашко племе. Такође је натерао Персијанце на мир. Када је кренуо према Западу 280. године да би спречио ширење једног галског устанка, који је предводио узурпатор Прокул, у Александрији је Јулије Сатурнин био проглашен за цара. Но, овај покушај узурпације, није кратко дуго трајао, и Проб није морао ни да интервенише, будући да су Јулија Сатурнина убиле сопствене трупе.
Према породицама поражених узурпатора Прокула и Боноса Проб се односио с поштовањем. У Риму је Проб завршио изградњу Аурелијановог зида.
Када је натерао војнике да у Сирмијуму копају канале по врелом летњем дану, раздражени војници су га убили 282. године. Убице су се покајале и сахраниле га са свим почастима, достојно га ожаливши, подигли су му споменик са натписом: "Проб је био добричина, победник свих варварских народа и тирана."
Његов брат Домеције као и његови рођаци били су хришћани и епископи у Цариграду.
За време Пробове владавине први пут је винова лоза засађена ван Италије и то на брду Главица, на Фрушкој гори, код данашњег села Шуљам у Србији. Почео је узгајање винове лозе и код Смедерева, на Златном брду, где је зачета и аутохтона сорта грожђа Смедеревка.
Такође, дозволио је да се и у Галији, Британији и Шпанији узгаја винова лоза. Дотада је виноградарство било монопол јужних, медитеранских делова Царства.